# Aneura longistila
Aneura longistila är en tvåvingeart som beskrevs av Freeman 1951. Aneura longistila ingår i släktet Aneura och familjen svampmyggor. Inga underarter finns listade i Catalogue of Life.